# 大花白瑞香
大花白瑞香（学名：Daphne papyracea var. grandiflora）为瑞香科瑞香属下的一个变种。

## 扩展阅读
- 維基物種上的相關：大花白瑞香